# Fuera del mapa
Fuera del mapa es un programa de televisión español producido por Boomerang TV y emitido en La Sexta. En él, el chef Alberto Chicote se encarga de entrevistar a cantantes, periodistas, políticos, presentadores de primera plana en rutas poco conocidas para el espectador a pie sacando la parte más personal de ellos.

## Formato
Fuera del mapa, es un formato de viajes de Alberto Chicote que junto a famosos aventureros recorren las zonas más desconocidas del mapa español. De este modo, Alberto Chicote será el guía de la ruta y descubrirá los rincones menos transitados de nuestro país. Un camino que hace, en cada episodio, junto a un invitado famoso y que aprovechan para conversar, para confesiones más íntimas, compartir planes de futuro y disfrutar del entorno. descubrirán los paisajes más extraordinarios y la cultura más rica de Navarra, Huesca, Cuenca, Cáceres, Segovia, Jaen, Almería, Asturias, Guipúzcoa, Orense, La Coruña, Valencia, Gerona y El Hierro. En el camino además de paisajes espectaculares conocerán a personas del lugar, encuentros que descubrirán la tradición, los secretos y la historia de las tierras que habitan, también su gastronomía con productos y recetas.

## Títulos y km recorridos
- 1x01 > 'La fuerza del mar' (13,8 km) / 1x02 > 'Los puentes de madera' (7,5 km)
- 1x03 > 'El paraíso del arroz' (12,2 km)  / 1x04 > 'Camino de caminos' (12,8 km)
- 1x05 > 'La ruta de los piratas' (16,5 km) / 1x06 > 'La vía verde del tren' (15,4 km)
- 1x07 > 'La ruta de la reconquista' (16,2 km) / 1x08 > 'La toscana valenciana' (19,0 km)
- 1x09 > 'Camino de pintores' (10,0 km) / 1x10 > 'Una isla con alma' (17,7 km)
- 1x11 > 'La senda real' (7,9 km) / 1x12 > 'La ruta de los faros' (19,7 km)
- 1x13 > 'Las arenas del desierto' (23,0 km) / 'La Ribeira Sacra' 1x14 (19,8 km)
- 1x15 > 'Las ruta del medievo' (9,5 km) / 1x16 'La España despoblada' (11,0 km)

## Audiencias

### Temporada 1 (2021/2022)
| Programa            | Invitado/s                            | Destino/s                                     | Día de emisión | Audiencia                     |
| ------------------- | ------------------------------------- | --------------------------------------------- | -------------- | ----------------------------- |
| 1x01 (1) 1x02 (2)   | Antonio Resines Mariló Montero        | Zumaya Sierra de Cazorla                      | 23/11/2021     | 900 000 (6,7%) 437 000 (5,0%) |
| 1x03 (3) 1x04 (4)   | Jordi Évole Ágatha Ruiz de la Prada   | Delta del Ebro Roncesvalles                   | 30/11/2021     | 787 000 (6,2%) 324 000 (4,0%) |
| 1x05 (5) 1x06 (6)   | Raquel Sánchez Silva Lorenzo Caprile  | Cabo de Gata Hervás                           | 07/12/2021     | 653 000 (4,8%) 442 000 (4,2%) |
| 1x07 (7) 1x08 (8)   | Mamen Mendizábal Rozalén              | Picos de Europa Valle de Albaida              | 14/12/2021     | 775 000 (5,8%) 389 000 (4,3%) |
| 1x09 (9) 1x10 (10)  | Jorge Sanz Eva González               | Cadaqués El Hierro                            | 21/12/2021     | 690 000 (4,9%) 430 000 (4,6%) |
| 1x11 (11) 1x12 (12) | Roberto Leal Lydia Valentín           | La Granja de San Idelfonso Costa de la Muerte | 28/12/2021     | 643 000 (4,7%) 339 000 (3,5%) |
| 1x13 (13) 1x14 (14) | Cayetano Martínez de Irujo Ana Guerra | Bardenas Reales Ribeira Sacra                 | 04/01/2022     | 521 000 (3,6%) 302 000 (2,8%) |
| 1x15 (15) 1x16 (16) | Juan del Val Javier Sardá             | Alarcón Lárrede, Susín y Oliván               | 11/01/2022     | 735 000 (5,1%) 452 000 (4,2%) |

## Audiencia media

### Fuera del mapa: Temporadas
| Temporada                         | Programas | Fecha     | Cadena  | Audiencia      |
| --------------------------------- | --------- | --------- | ------- | -------------- |
| Fuera del mapa: Primera temporada | 16        | 2021/2022 | LaSexta | 551 000 (4,7%) |